# Petalura ingentissima
Petalura ingentissima är en trollsländeart som beskrevs av Tillyard 1908. Petalura ingentissima ingår i släktet Petalura och familjen Petaluridae. Inga underarter finns listade i Catalogue of Life.